# Martin Dúbravka
Martin Dúbravka (* 15. Januar 1989 in Žilina) ist ein slowakischer Fußballspieler, der beim FC Burnley unter Vertrag steht.

## Vereinskarriere
Seine fußballerische Laufbahn begann Dúbravka in der Jugend der MŠK Žilina. Zur Saison 2007/08 wurde er in die erste Mannschaft befördert, in der Winterperiode der Saison 2013/14 erfolgte der Wechsel zum  Verein  Esbjerg fB. Im Februar 2018 wechselte er zunächst auf Leihbasis mit einer Kaufoption in die Premier League zu Newcastle United. Nach zwölf Ligaspielen in der Premier League 2017/18 zog sein neuer Verein Ende Mai 2018 die Kaufoption und verpflichtete den Torhüter für vier Jahre. Nach zwei Spielzeiten als Stammtorhüter im Tabellenmittelfeld der Liga, verletzte sich Martin Dúbravka zu Beginn der Premier League 2020/21 und bestritt in der Spielzeit lediglich dreizehn Ligapartien. Im September wurde er für vier Monate an Manchester United verliehen.
Im August 2025 wechselte er zum FC Burnley und unterschrieb dort einen Einjahresvertrag.

## Nationalmannschaft
Martin Dúbravka gab sein Nationalmannschaftsdebüt für die slowakische Fußballnationalmannschaft am 23. Mai 2014 beim Länderspiel gegen Montenegro. Zur Fußball-Europameisterschaft 2021 wurde er in den slowakischen Kader berufen, kam aber mit diesem nicht über die Gruppenphase hinaus. 

## Erfolge
- Meister der Slowakei: 2009/10, 2011/12